# Arakan (Reich)

Arakan als Britische Kolonie

Das Reich Arakan ist ein untergegangenes Reich in Südostasien auf dem Gebiet des heutigen Myanmar.

## Geschichte
Arakan bildete ein selbständiges Königreich, dessen Fürsten einige Male über Ava und selbst Teile von Bengalen geherrscht haben. Seit 1690 zerrütteten Thronstreitigkeiten das Land, bis es 1784 durch die Armee des sechsten Königs der Konbaung-Dynastie Bodawpaya erobert wurde. Die Birmanen wüteten so grausam unter den Einwohnern, Magh genannt, dass diese in großer Anzahl über die Grenze flohen, wo sie von Engländern freundlich aufgenommen wurden. Dies führte schließlich zum Krieg, der Arakan durch den Vertrag von Yandaboo zwischen der Britischen Ostindien-Kompanie und dem König von Ava (Bagyidaw) am 24. Februar 1826 unter britischen Schutz brachte. Das Gebiet wurde in Britisch-Indien integriert. 
Heute befindet sich auf dem Gebiet von Arakan der zu Myanmar gehörende Rakhaing-Staat.